# Helgenæs

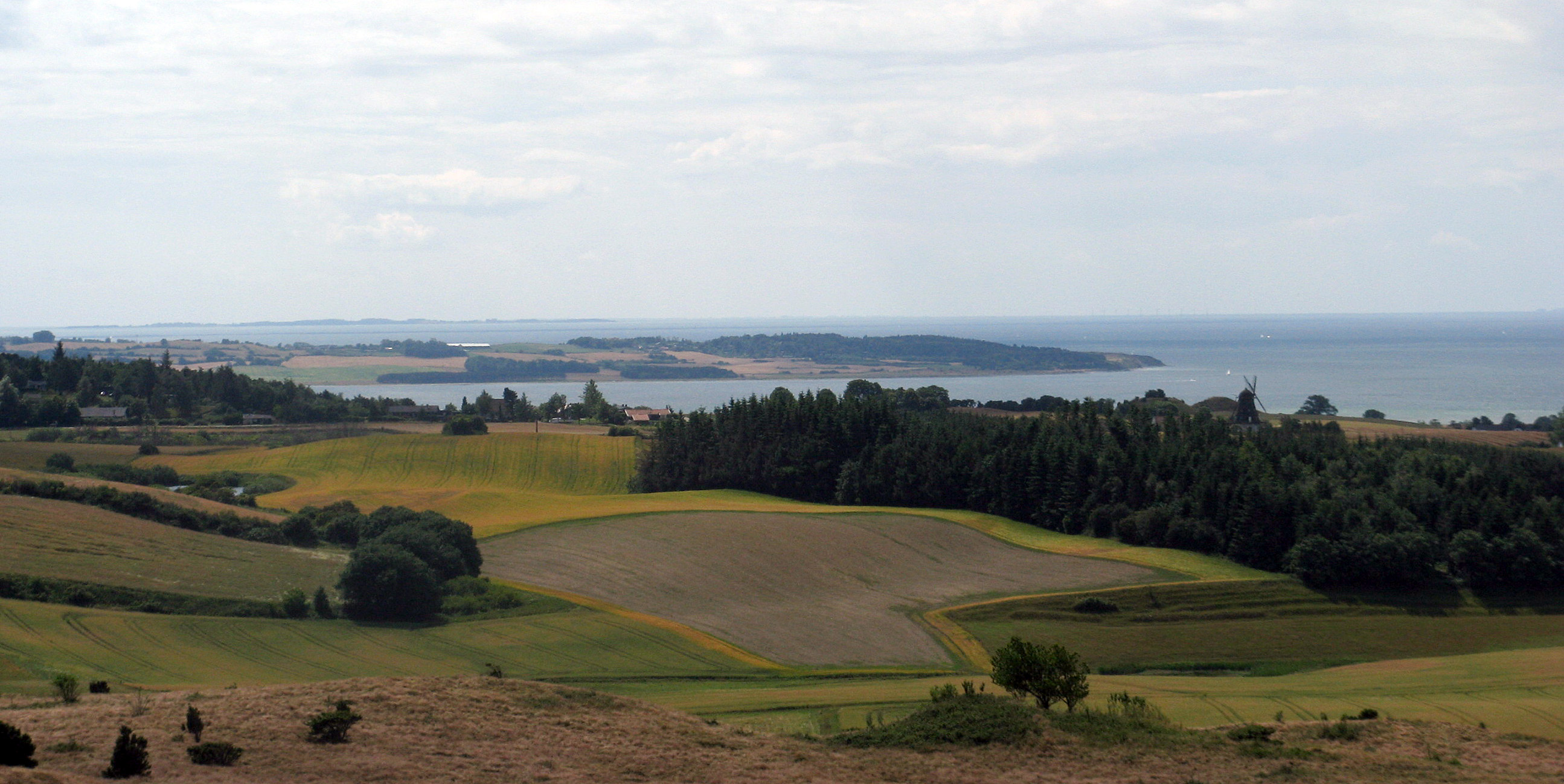
Helgenæs

Helgenæs är den mellersta och längst utskjutande av de tre små halvöarna på sydkusten av Mols härad i östra Jylland. Blott genom en smal landtunga (Draget) förenas Helgenæs med fastlandet; det finns gott om höjder (högsta punkten, Ellemandsbjerg, är 98,5 m.). Helgenæs utgör en socken och hade 750 invånare 1906.
Det tjänade under medeltiden som tillflyktsort för marsk Stig och de övriga konungamördarna, och en 180 m. lång stenmur, byggd över Draget, är ett minne av detta. I juni 1849 retirerade general Olaf Rye med 7 000 man till Helgenæs och höll sig där, tills han med sin kår natten mellan den 3 och 4 juli hemligen fördes till Fyn och därifrån till Fredericia för att delta i utfallet den 6 juli.